# Shingkhar
Shingkhar – jeden z gewogów w dystrykcie Żemgang, w Bhutanie. Według danych z roku 2017 liczył 1276 mieszkańców.